# Rockhead (album)
Rockhead è il primo e unico album in studio dei Rockhead, uscito nel 1993 per l'etichetta discografica Capitol Records.

## Tracce[1]
1. Bed of Roses (Jack, Kosh, Rock) 4:06
2. Chelsea Rose (Jack, Kosh, Rock) 5:26
3. Heartland (Jack, Kosh, Rock) 5:58
4. Lovehunter (Jack, Kosh, Rock) 4:47
5. Death Do Us Part (Jack, Kosh, Rock) 4:26
6. Warchild (Bergmann, Hyde, Kosh, Rock) 7:13
7. Sleepwalk (Jack, Kosh, Rock) 3:22
8. Hell's Back Door (Duffy, Jack, Rock) 4:49
9. Hard Rain (Jack, Kosh, Rock) 3:58
10. Angelfire (Jack, Kosh, Rock) 2:24
11. Webhead (Jack, Kosh, Rock) :55
12. Baby Wild (Rock, Vassos) 6:04
13. A House of Cards (Bon Jovi, Rock, Sambora, Vassos) 5:53

## Formazione[2]
- Steven Jack - voce
- Bob Rock - chitarra, cori
- Jamey Kosh - basso, cori
- Chris Taylor - batteria
- John Webster - tastiere, cori

### Altri musicisti
- David Steele - cori
- Marc LaFrance - cori
- Kenny Greer - chitarra pedal steel, chitarra slide
- Billy Duffy - chitarra nella traccia 8
- Richie Sambora - chitarra e cori nella traccia 12
- Apache - chitarra nella traccia 7
- Scott Humphrey - keyboard programming

## Singoli
- 1993 "Heartland"
- 1993 "Bed of Roses"
- 1993 "Chelsea Rose"